# Parnassos (comună)
Parnassos (în greacă Παρνασσός) este o fostă comună din Focida, Grecia, numită după Muntele Parnas. În urma reformei administrației publice locale din 2011 face parte din municipalitatea Delphi, ca o unitate municipală a acesteia. Unitatea municipală are o suprafață de 87,033 km2. Populația era de 1.968 de locuitori (2011). Reședința fostei comune era satul Polydrosos.